# Adelungia elegans
Adelungia elegans är en insektsart som beskrevs av Melichar 1902. Adelungia elegans ingår i släktet Adelungia och familjen dvärgstritar. Inga underarter finns listade i Catalogue of Life.